# Barypeithes araneiformis
Barypeithes araneiformis är en skalbaggsart som först beskrevs av Franz Paula von Schrank 1781.  Barypeithes araneiformis ingår i släktet Barypeithes, och familjen vivlar. Arten förekommer tillfälligt i Sverige, men reproducerar sig inte.